# Château de Plessis-lèz-Tours
Le château de Plessis-lèz-Tours (autrefois connu sous le nom de Montils-lez-Tours) est un ancien château royal situé sur la commune de La Riche en Indre-et-Loire, près de Tours. Demeure favorite du roi Louis XI qui y est mort le 30 août 1483, ce château resta la résidence et le siège du pouvoir des rois de France sous les règnes de Charles VIII et de Louis XII, ce dernier y réunissant les états généraux de 1506.
C'est le premier bâtiment en brique du Val de Loire, les travaux entrepris sous Charles VII et Louis XI ayant fait appel à des maçons de Béthune. Détruit aux trois quarts, il n'en reste aujourd'hui que l'aile orientale. Il fait l’objet d’une inscription au titre des monuments historiques depuis le 12 avril 1927.

## Histoire
La seigneurie de Montils-lez-Tours, qui prendra plus tard le nom de Plessis, devient à partir de 1444 une résidence royale, où le roi Charles VII séjourne à plusieurs reprises. C'est dans ce château que le 15 avril 1454, ce dernier donne l'ordre de rédiger une Ordonnance unifiant les coutumes du royaume de France.
Puis, la demeure est achetée le 15 février 1463 par Louis XI, fils et héritier de Charles VII, pour la somme de 5 300 écus, afin d'y bâtir une nouvelle demeure. Précédemment, une forteresse du XIe siècle y fut érigée, embellie par des travaux voulus notamment par Charles VII. L'aménagement des nouveaux bâtiments et des cachots voulus par Louis XI se déroulera jusqu'en 1470. Le surnom de roi des marchands donné à Louis XI se confirme au château de Plessis-lèz-Tours car, dès l'achèvement des travaux, le roi fait installer dans son château le premier atelier de soierie de Tours, tenu alors par dix-sept ouvriers qu'il fit venir d'Italie. Le château devient la résidence favorite du roi, qui y aménagea des volières et un chenil pour chiens de chasse (il était grand chasseur sauf dans les dernières années, où il souffrait de la goutte) et y mourut en 1483. Le cachot dit de « La Balue » est une salle voûtée en plein cintre, dont l'accès se faisait par un escalier sous lequel, dit-on, fut enfermé le cardinal de La Balue.

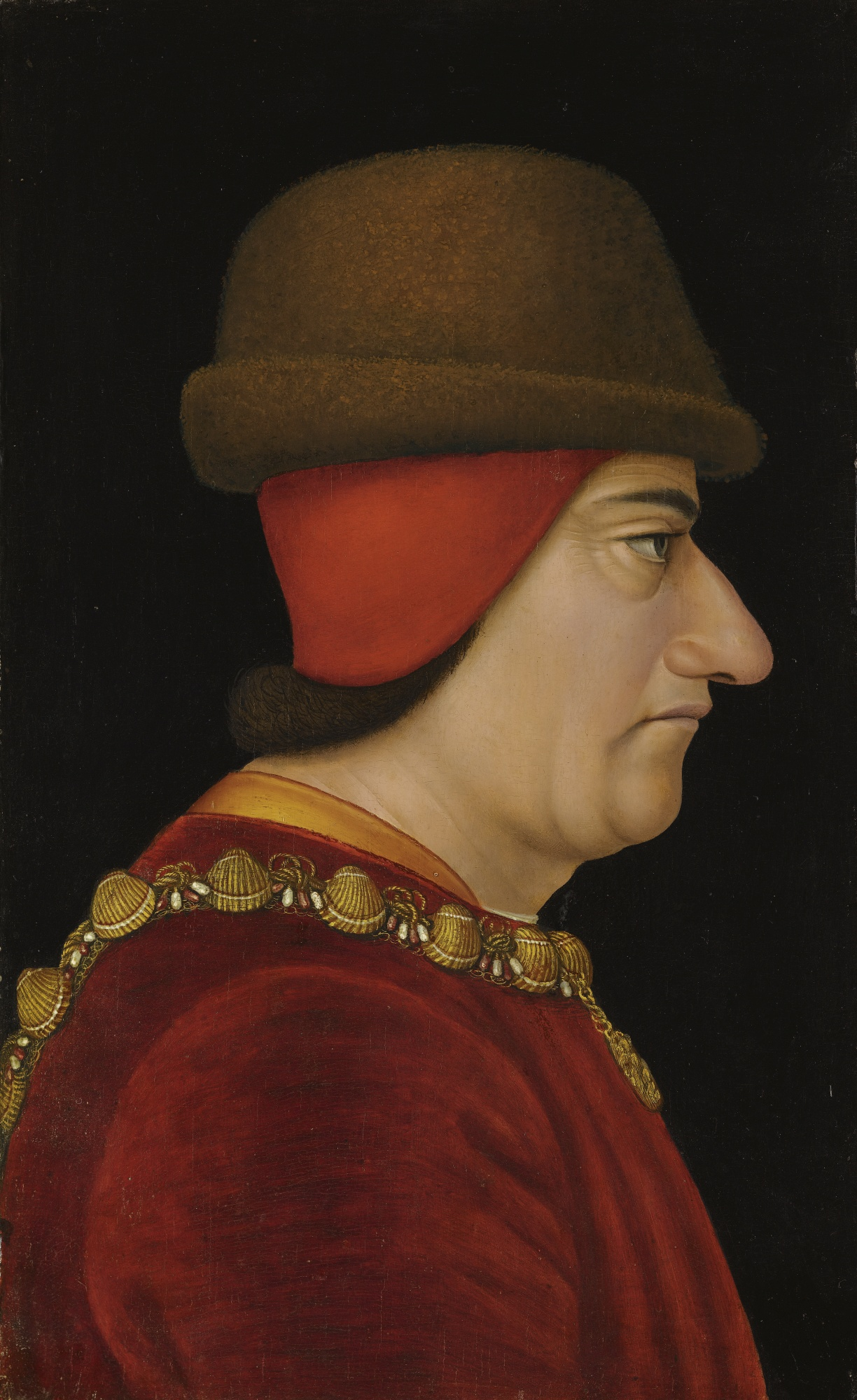
Portrait du roi Louis XI.

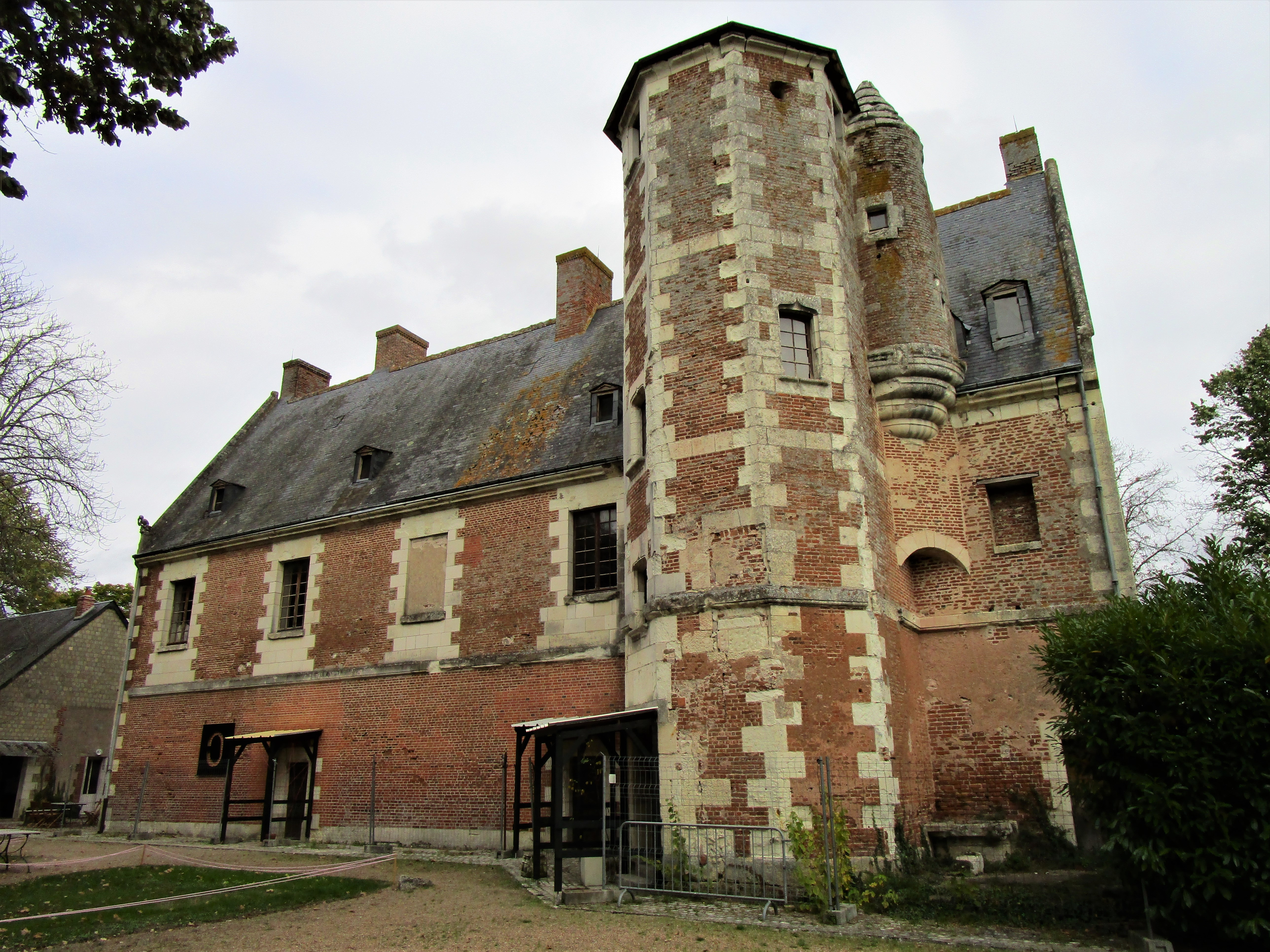
Façade ouest du château.

Le château de Plessis-lèz-Tours et le roi Louis XI sont donc intimement liés. Pour autant, le château accueillit bon nombre d'hôtes prestigieux. Ainsi saint François de Paule, le confesseur de Louis XI, y séjourna jusqu'à sa mort et y fonda le premier couvent de l'ordre des Minimes en France. Charles VIII, fils de Louis XI, ainsi que son successeur, Louis XII}, y demeurèrent, notamment en 1505, lorsque Louis XII y fit une longue convalescence. Puis le château fut la résidence royale où eurent lieu les États généraux de 1506. À cette occasion, on octroya le titre de « Père du Peuple » à Louis XII et décida du mariage de la fille de ce dernier, Claude de France, avec François d'Angoulême, futur François Ier. À noter que pour la quatrième fois de leur histoire, les états généraux se réunirent à Tours, après ceux de 1484, convoqués par Anne de Beaujeu, fille de Louis XI, alors régente du royaume devant la minorité de son frère, Charles VIII, et ceux de 1468 et de 1308.
En 1538, selon la volonté de son oncle le roi François qui reprend son éducation, Jeanne d'Albret est élevée au château de Plessis-lèz-Tours, vivant ainsi séparée de ses parents. Le roi François Ier la soustrait à son père qui entend la marier au fils ou au neveu de Charles Quint, ce qui aurait fait passer à terme toutes les possessions de la famille d'Albret sous la coupe de l'Espagne, Charles Quint pensant ainsi régler le statut du royaume de Navarre. François Ier assigne ainsi la jeune fille dans cette résidence à quelques lieues des châteaux de Blois, Amboise…
Par la suite, François Ier, Claude de France, Catherine de Médicis, Charles IX, Henri III y firent plusieurs séjours.
Le 19 septembre 1580, les représentants des Provinces Unies des Pays-Bas se sont réunis au château de Plessis-lèz-Tours avec le duc François d'Anjou, signant un traité provisoire suivant lequel le duc acceptait d'occuper le trône de la République Hollandaise en tant que souverain, portant le titre de « Défenseur des libertés des Pays-Bas ». Ce traité a été rapidement rompu.
Le château de Plessis-lèz-Tours a été également le théâtre de la rencontre entre Henri III de France et le futur Henri IV, en 1589, après leur querelle. Cette rencontre les réconcilia, leur permettant ainsi d'affronter ensemble la ligue catholique. La rencontre fut rendue possible par l'assassinat par Henri III du duc de Guise, chef de la Ligue le tenant sous son joug, et est probablement l'une des causes de l'assassinat du roi quelques jours plus tard. Par la suite, Henri IV y fit quelques séjours (ainsi que son fils, Louis XIII) et contribua également au développement de l'industrie de la soie, en y faisant planter des mûriers de Provence dans le parc.
Les successeurs de Louis XI étoffèrent la demeure, qui fut retravaillée et étendue. Cependant, la cour délaissant peu à peu la Touraine, le château commença son déclin. Au XVIIe siècle, sa réfection est entreprise. Mais à partir de 1781, la demeure devient le dépôt de mendicité de la ville de Tours. En 1790, elle est vendue comme bien national et, en 1796, elle est aux trois-quarts détruite. Durant le XIXe siècle, le château abrita une fabrique de plombs de chasse, un dépôt d'entreprise et fut même utilisé en tant que bâtiment de ferme. Ces différentes activités participèrent largement à son délabrement. Racheté par Julien Petit de Vauzelles et son épouse Marie Thérèse de Quinemont, ceux-ci le font restaurer. Au XXe siècle, le château connut cependant une période de renouveau grâce au Dr Edmond Chaumier, qui y installe un Institut Vaccinogène et entreprend alors la restauration du bâtiment, laquelle restauration est toujours visible actuellement.
Le château abrite aujourd'hui une compagnie théâtrale (Groupe K.- Compagnie José Manuel Cano Lopez) qui mène son projet artistique  depuis 1998,.
Le 25 mai 2016 la ville de Tours, considérant que les frais d'entretien sont trop importants, le met en vente au prix de 950 000 euros. À la suite de nombreuses actions d'opposition, le château est retirés de la vente.
En 2019, le Groupe K. poursuit son projet intitulé "Ouvertures" qui s'articule autour de résidences, de formation et d'évènements artistiques et culturels partagés,. 
Depuis 2022, le Groupe K (association loi de 1901) mène un nouveau projet sur le site : le Plessis Tiers Lieu - commun culturel et humaniste. Il est structuré autour d'une gouvernance partagée riche de six comités forts de plus de 130 usagers (comités Histoire et patrimoine, EAC, Arts, Biodiversité, Usagers et Permanents), d'un comité des partenaires riche de 150 membres, d'un Conseil collégial et d'une présidence partagée. Les axes du projet s'inscrivent dans l'histoire ancienne et contemporaine du site : les Arts, la Biodiversité, l'Éducation Artistique et Culturelle et l'Histoire et le Patrimoine. De nombreuses activités, regroupées dans le Pôle Élan pour la Vie , sont proposées à de nombreux citoyennes et citoyens éloigné(e)s des arts et de la vie sociale (en situation de handicap physique ou mental, souffrants de TSA, précaires...)... Plus de 15 000 usagers participent aux activités et manifestations chaque année.

## Architecture
Du château du Plessis-lèz-Tours, il ne reste aujourd'hui qu'un corps de logis rectangulaire, flanqué à l'ouest d'une tour d'escalier.
Ce corps de bâtiment subsistant, restauré aux XIXe siècle et XXe siècle, correspond à la partie Sud de l'ancien logis royal de briques et de pierres. Son style actuel correspond aux caractéristiques du gothique international, à l'image de l'aile Louis XII du château de Blois. Les vestiges de l'ancien château sont peu visibles et l'intérieur a été largement remanié.
Il existe encore dans ce château des cages qui servaient de prison que l'on appelait « filètes », à tort semble-t-il, puisque ce terme désignait en réalité les lourdes chaînes lestées de boulets qui entravaient les prisonniers avant de les introduire dans les cages métalliques suspendues, où les prisonniers ne pouvaient pas se tenir debout. Le cardinal de La Balue aurait séjourné onze ans dans une telle cage.

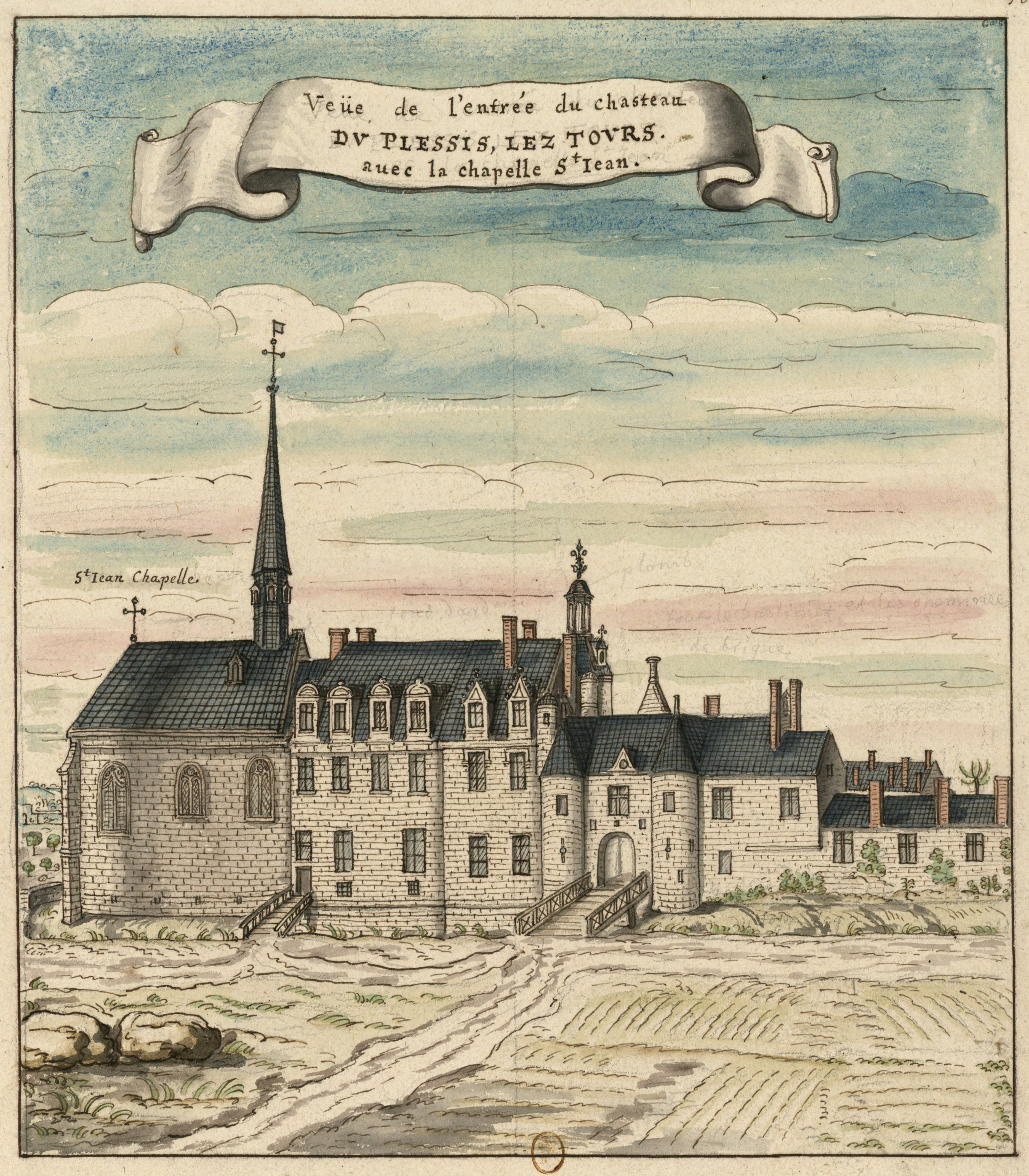
Château du Plessis-lèz-Tours, du côté de l'entrée principale, en 1699.
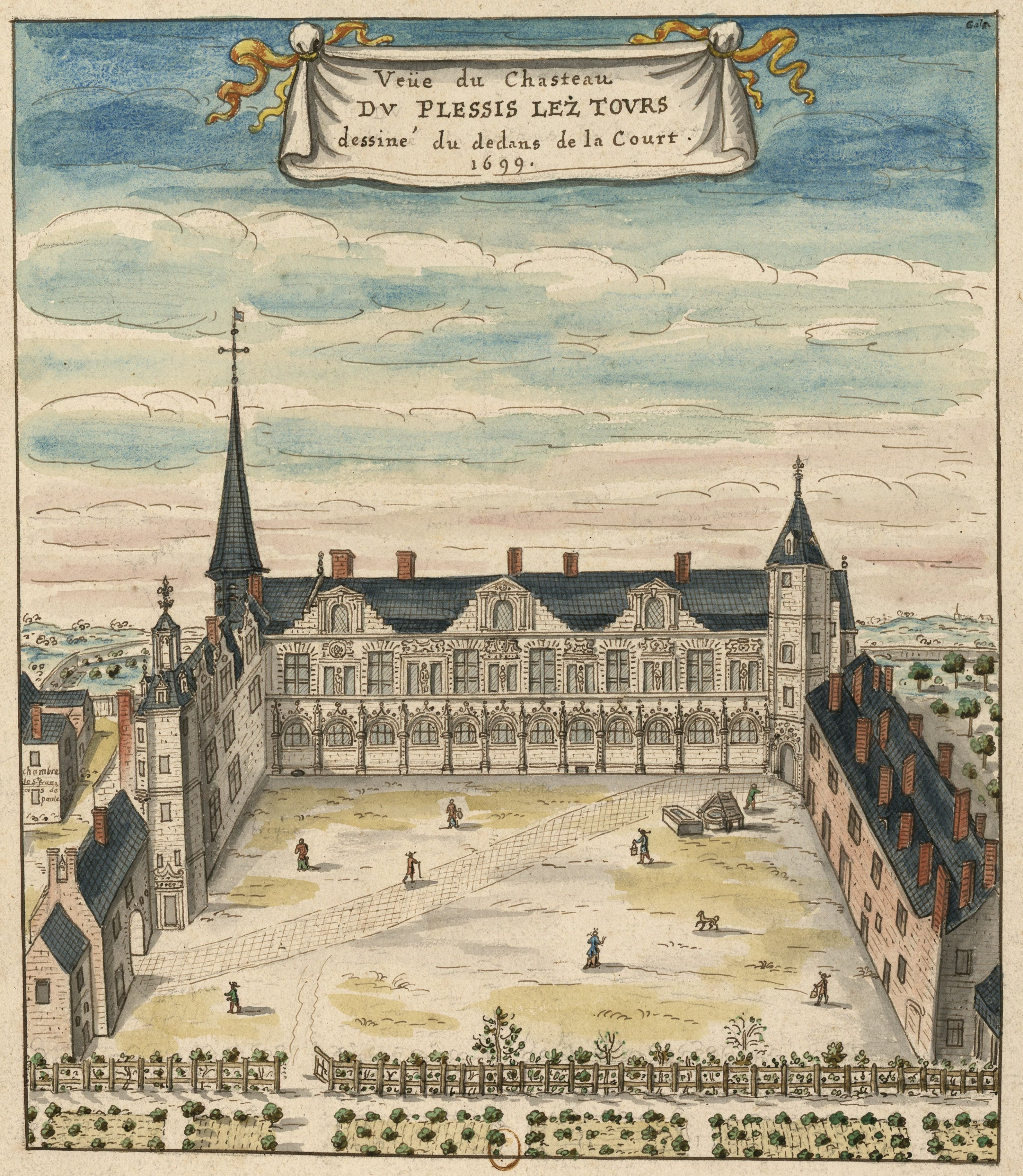
Château du Plessis-lèz-Tours, côté cour, en 1699.
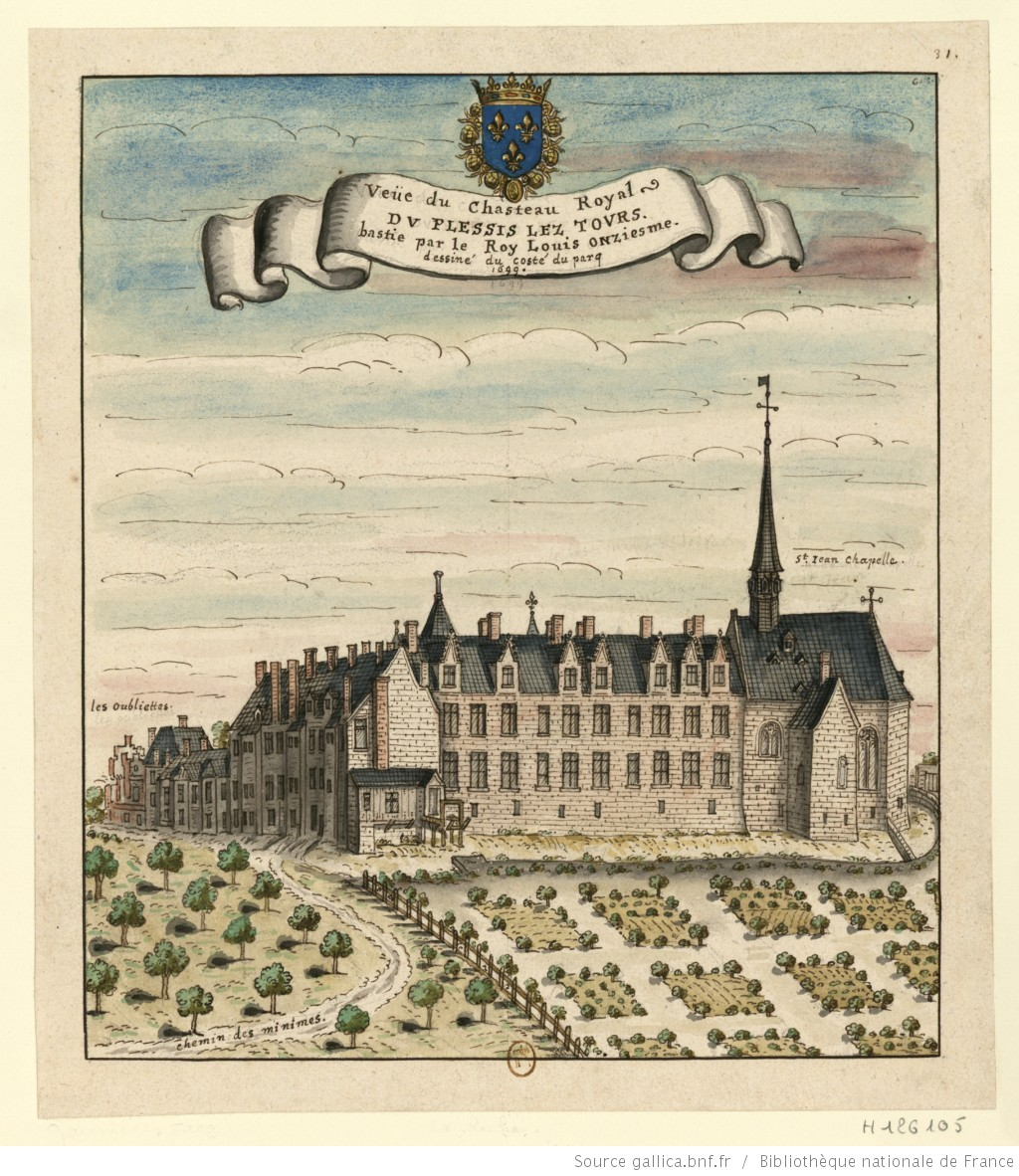
Château du Plessis-lèz-Tours du côté du parc, en 1699.